# Sinfonia Manfred
La Sinfonia Manfred in si minore, Op. 58 di Pëtr Il'ič Čajkovskij, composta nel 1885, è una sinfonia a programma, basata sull'omonimo dramma in versi, pubblicato nel 1817, di George Gordon Byron. È l'unica delle sinfonie completate da Čajkovskij a non essere numerata, cronologicamente venne composta tra la quarta e la quinta. 

## Storia della composizione

Vladimir Stasov scrisse il programma iniziale della sinfonia Manfred.

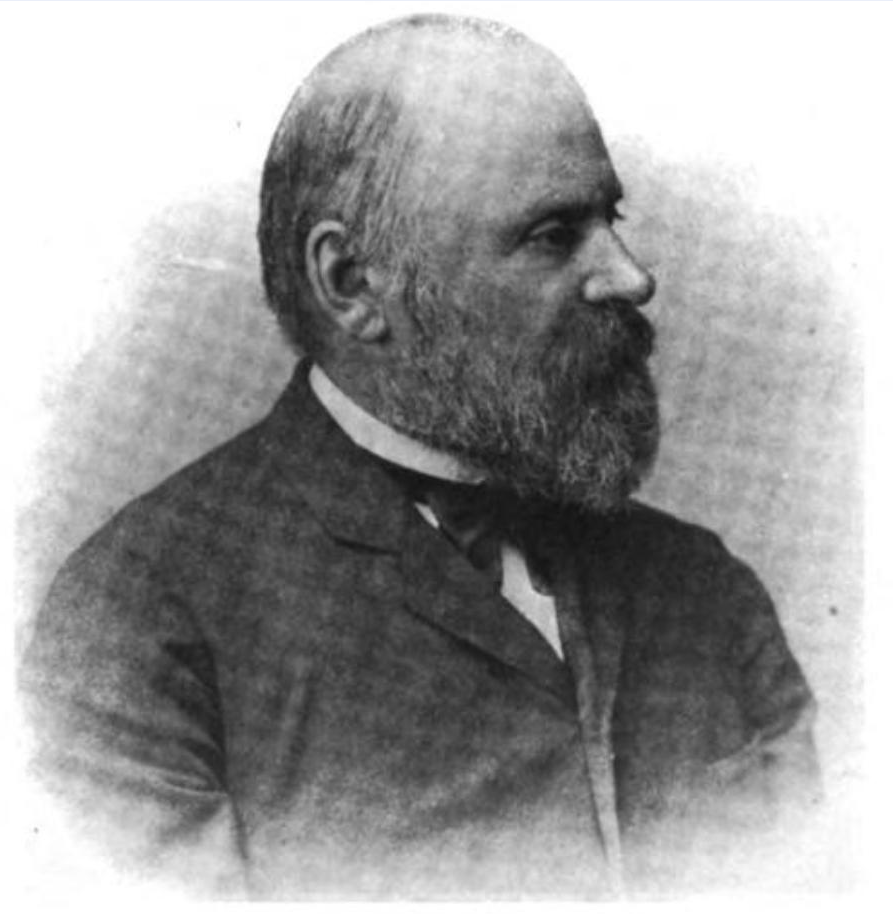
Milij Balakirev incoraggiò Čajkovskij a scrivere la sinfonia Manfred.

Nell'inverno 1867-68 il compositore francese Hector Berlioz, durante un suo viaggio in Russia, diresse la sua sinfonia a programma Aroldo in Italia. Quel lavoro basato su un'opera di Byron, autore allora molto in voga in Russia, impressionò notevolmente il pubblico e stuzzicò molti musicisti russi. Il critico Vladimir Stasov scrisse un programma per un seguito dell'Aroldo, basato su un altro poema di Byron, Manfred e lo inviò al compositore Milij Balakirev, che, non essendo interessato all'idea, lo trasmise a Berlioz, il quale però declinò la proposta, a causa dell'età avanzata e della cattiva salute, e rispedì il programma a Balakirev. Dopo poco più di un anno Berlioz morì e, a partire dal 1872, Balakirev ebbe una crisi personale che lo allontanò dagli ambienti musicali per diverso tempo. Nel 1881 Čajkovskij e Balakirev iniziarono uno scambio epistolare, nel quale quest'ultimo trasmise a Čajkovskij il programma di Stasov, proponendogli la composizione di una sinfonia basata su di esso. Inizialmente il compositore non mostrò particolare interesse all'idea, l'insistenza di Balakirev però lo spinse a rileggere il poema di Byron durante un soggiorno a Davos, proprio sulle Alpi dove esso era ambientato: al suo rientro in Russia Čajkovskij revisionò l'abbozzo che Balakirev aveva tratto dal programma di Stasov e iniziò a comporre il primo movimento. Invece di seguire pedissequamente le istruzioni di Balakirev, Čajkovskij scrisse la sinfonia secondo il suo stile. Inizialmente, la considerò una delle sue migliori composizioni, ma pochi anni dopo volle distruggere la partitura, anche se quell'intenzione non fu mai realizzata. La sinfonia Manfred venne eseguita per la prima volta a Mosca l'11 marzo 1886, diretta da Max Erdmannsdörfer e fu dedicata a Milij Balakirev.

## Struttura della composizione
La sinfonia è formata da quattro movimenti, ciascuno dei quali riporta all'inizio della partitura delle brevi note di programma. 

### I. Lento lugubre (si minore)
L'incarnazione musicale di queste note programmatiche è costituita da cinque ampi episodi intervallati da quattro pause. Un primo tema meditabondo, brevemente disarmonico, costruisce una musica sia spaziosa che monolitica. Un secondo tema conduce al secondo episodio, arrivando al climax più forte che Čajkovskij abbia mai scritto. La musica nel terzo episodio sembra più calma, mentre il quarto rappresenta l'apparizione di Astarte. Il quinto episodio culmina in un climax frenetico e si conclude con una serie di bruschi accordi.

### II. Vivace con spirito (si minore)
Gli sforzi di Čajkovskij nell'esplorare nuove possibilità di scrittura musicale gli permisero di presentare la sua musica con nuovi colori e contrasti più raffinati. In questo scherzo, sembra che sia l'orchestrazione a creare la musica, come se Čajkovskij avesse pensato direttamente in colori e trame, facendone il punto focale. Semplicemente, non c'è melodia e la base armonica è poco definita, creando un mondo affascinante, fragile e magico. Ciò diventa chiaro quando una vera melodia lirica entra nella sezione centrale del movimento.

### III. Andante con moto (sol maggiore)
Questa pastorale si apre con una siciliana, seguita dal richiamo a tre note di un cacciatore. Ritorna il tema iniziale. Si sente una breve e vivace danza contadina, seguita da uno scatto violento, prima che ritorni il tema iniziale pastorale più ampio e in una partitura più piena e decorativa. Il cacciatore suona il suo corno; la musica svanisce. 

### IV. Allegro con fuoco (si minore - re bemolle maggiore - si maggiore)
Molti critici considerano il finale fatalmente imperfetto, ma il problema non sta tanto nella musica quanto nel programma. Fino a questo punto Čajkovskij è riuscito bene a conciliare i requisiti extramusicali di ogni movimento con la musica stessa. Ora, tuttavia, il programma prende il sopravvento, iniziando con una fuga, che è per sua natura accademica e non drammatica, per rappresentare la scoperta di Manfred da parte dell'orda infernale tra di loro. Il risultato, sebbene per molti versi sembri una ricapitolazione condensata della seconda metà del primo movimento, diventa un pezzo frammentato e interrotto, che termina con un corale raffigurante la morte di Manfred. 